# Castell de Sant Cebrià dels Alls
El Castell de Sant Cebrià dels Alls és un edifici situat al municipi de Cruïlles, Monells i Sant Sadurní de l'Heura, a la comarca del Baix Empordà, a Catalunya. Aquesta obra arquitectònica ha estat declarada Bé Cultural d'Interès Nacional.

## Història
El lloc de "Sancti Cipriani de Alios" s'esmenta en un document del 1064. La comtessa Ermessenda llegà a Sant Pere de Galligants béns situats en aquesta parròquia. Al fogatjament del 1359 el lloc, que tenia 28 focs, consta que pertanyia a Gilabert de Cruïlles; en una altra relació dels anys 1365-70 figura sota el mateix domini i amb 38 focs.
L'any 1632 el lloc de Sant Cebrià dels alls formava part de la batllia reial de Cruïlles. A l'inventari de possessions i béns dels Cruïlles-Peratallada fet aixecar l'any 1395 per Elvira de Puigpardines, viuda de Gilabert de Cruïlles hi consta la parròquia de Sant Cebrià dels alls.

## Descripció

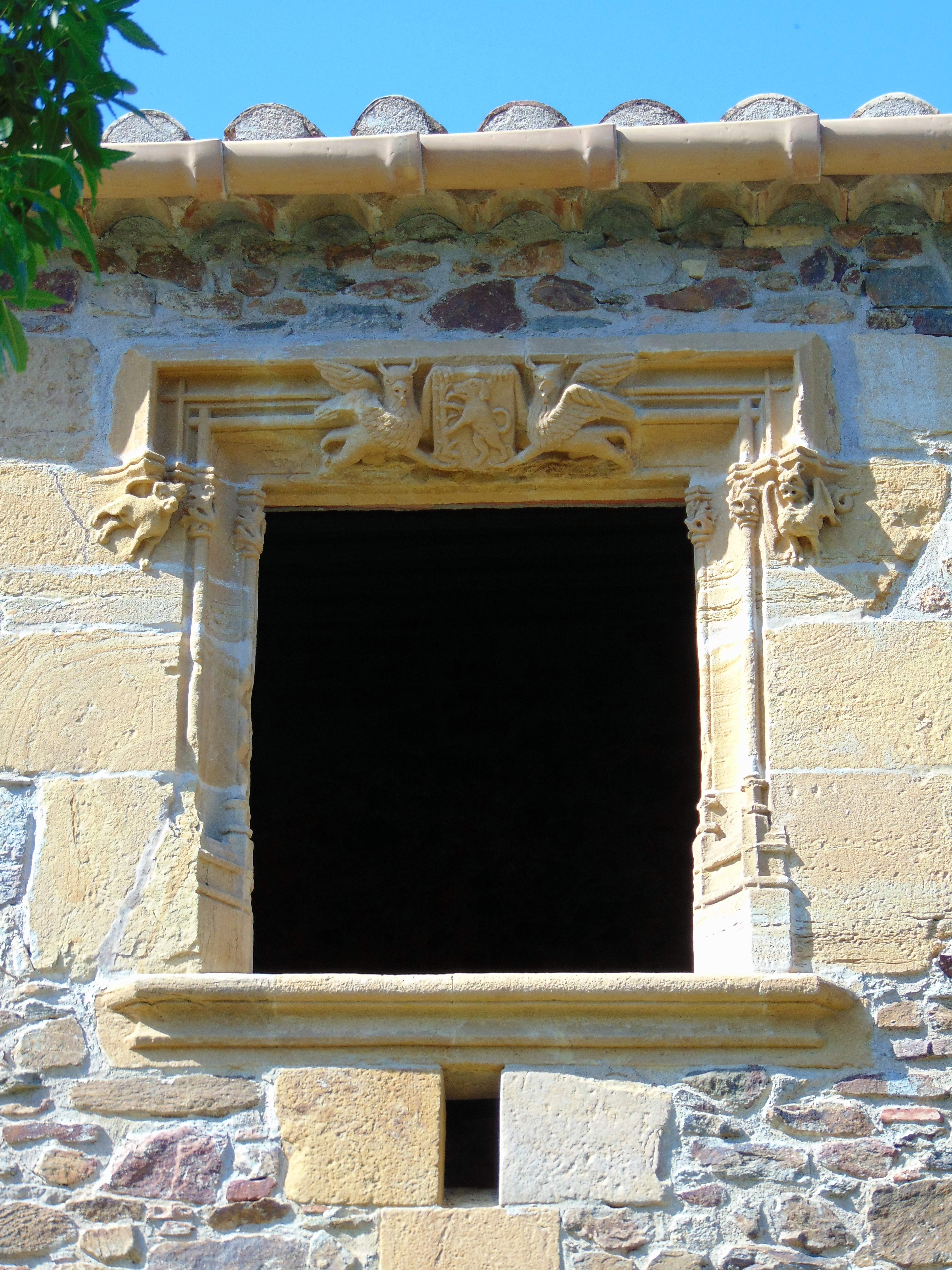
Finestral del castell amb l'escut dels Camós

Es tracta d'un edifici amb murs espitllerats, molt transformat el segle xix. Té elements dels segles XVI i XVII, però és d'història confusa.
L'edifici dit el Castell té l'aparença de gran masia o casa pairal; es troba a ponent i a tocar l'església parroquial. És de planta rectangular molt allargada, de dues plantes i de façana principal a migdia; la coberta de dues vessants sobre els murs més llargs. Hi ha dos portals de gran dovellatge d'un dels quals s'ha malmès la clau, potser on hi havia algun relleu o inscripció. Ha desaparegut fa anys un finestral gòtico-reinaxentista d'arc conopial ornat amb arabesc i altres motius. Els murs de llevant i de migdia presenten petites sageteres en llur part inferior. L'interior té voltes de pedra morterada a la planta baixa i sostres d'embigat al pis. La construcció és de rebles i morter lligat amb carreus angulars.